# 加萊亞佐·马里亚·斯福爾扎

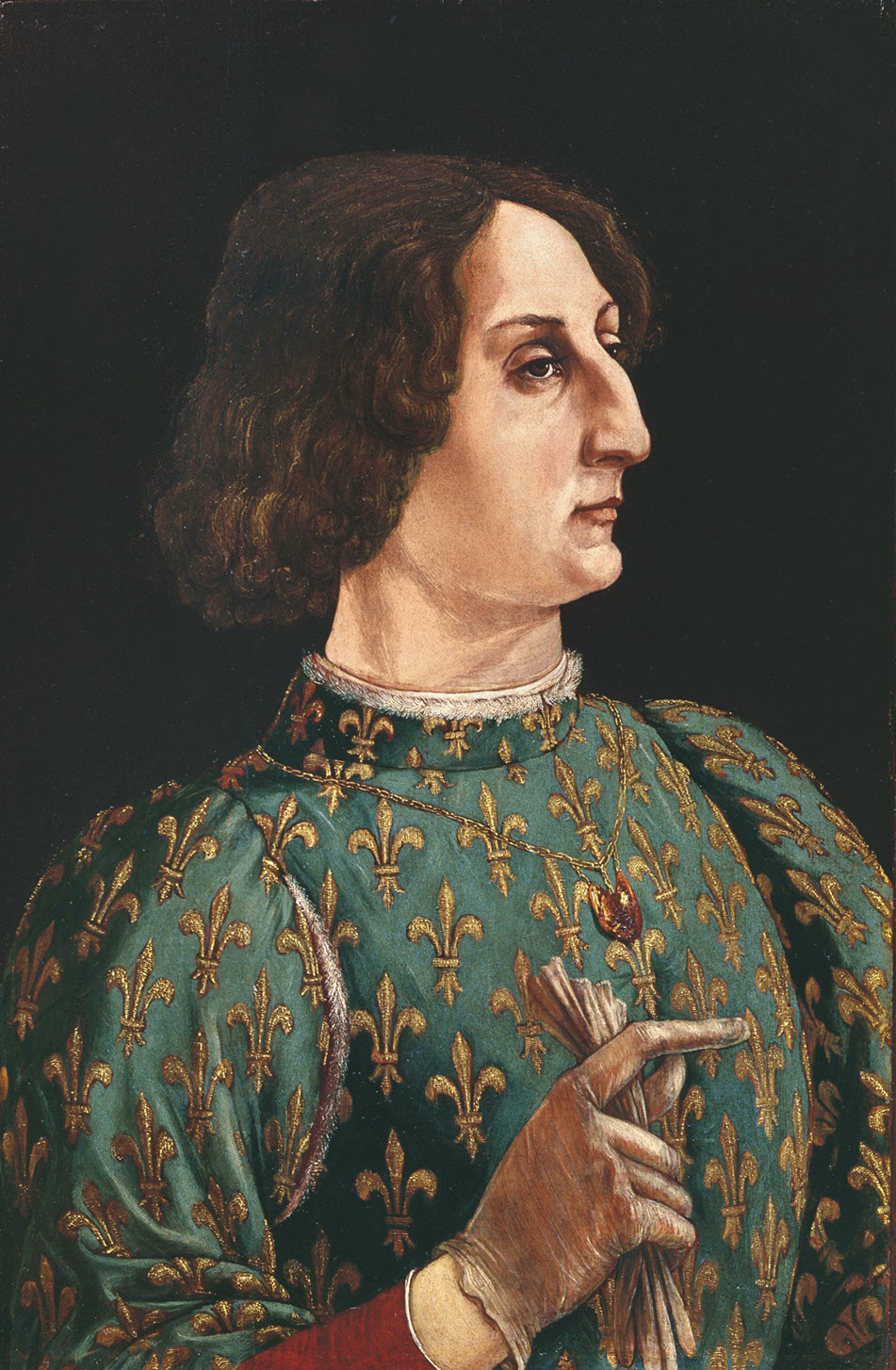
加萊亞佐·马里亚·斯福爾扎

加萊亞佐·马里亚·斯福爾扎（Galeazzo Maria Sforza，1444年1月24日—1476年12月26日），斯福爾扎家族出身，於1466-1476年擔任米蘭公爵，以殘忍的暴君著稱。1466年他先與貢扎加家族的多落緹·貢札加結婚，1467年多落緹死後，他又立刻娶了薩伏依的博娜。

## 生平

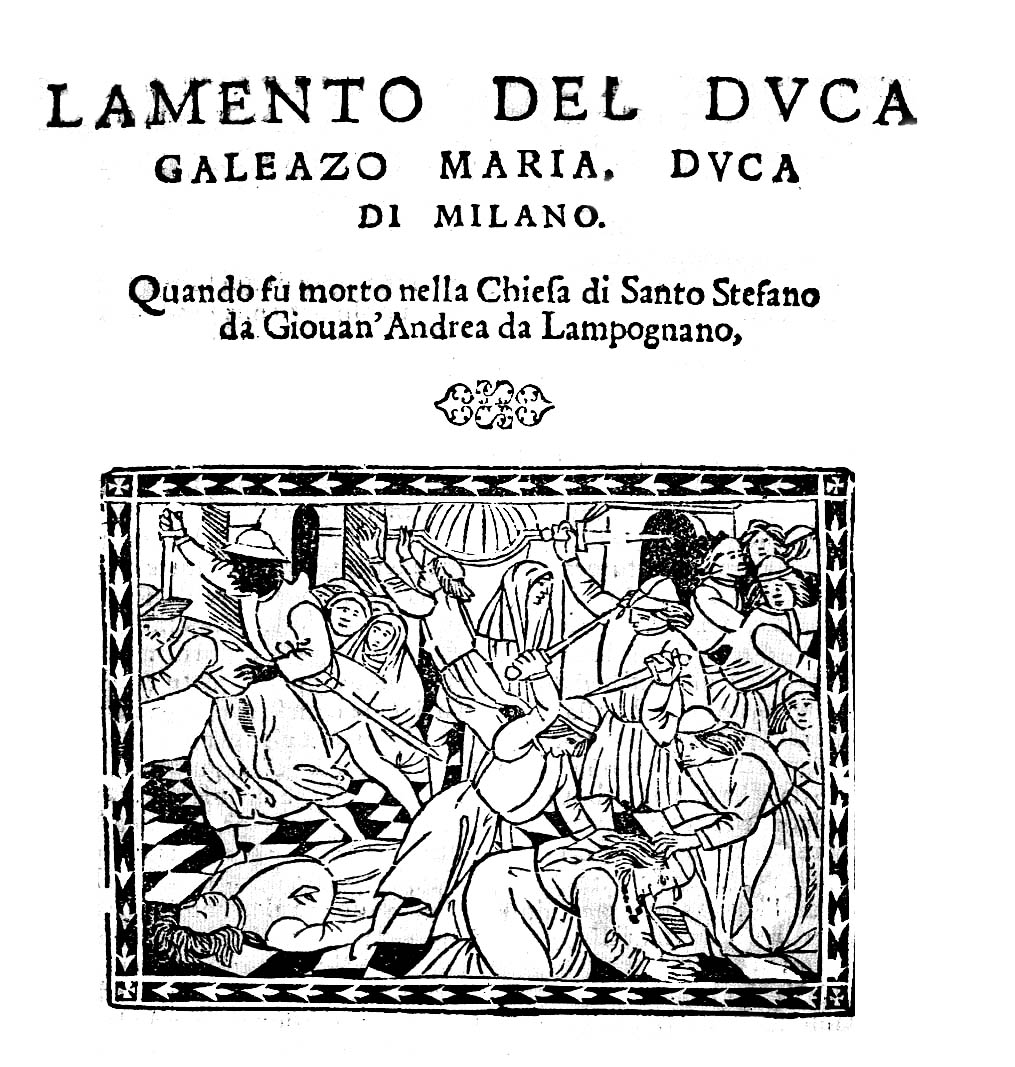
哀悼米蘭公爵加萊亞佐之遇刺（1476年）

加萊亞佐是斯福爾扎的初代米蘭公爵弗朗切斯科·斯福尔扎一世的長子，因從小生於富裕優渥的環境，從來不知貧窮與勤儉是何物，養成他缺乏同理心的專橫性格。他於1466年3月8日父親病逝後，繼承了強大的米蘭公國。
他的嗜好是玩樂豪奢跟勾引朋友之妻，更喜歡殘忍虐待反對人士。基本上他是一個專橫暴虐、荒淫無恥的暴君，但仍是一個精明有能力的統治者，延續父親的經濟路線而持續提升米蘭的經濟力量。他因揮霍無度，常為金錢發愁，只好加重稅收、大肆收刮人民財產。種種劣政加上他反覆無常的粗暴性格，引起了許多輿論的憎恨。
他為了更有效地控制熱那亞，在當地大興土木、建造防禦工事，引起了1476年熱那亞市民的反叛，但叛亂在同年6月鎮壓下來。米蘭在他十年暴政下，終於在1476年底，有兩位痛恨專制獨裁的貴族青年杰羅拉莫·阿爾賈第和喬凡尼·安德利亞·蘭普尼亞（都受到人文主義的感召而有自由傾向、渴望讓米蘭回到共和政體），聯合曾遭公爵羞辱的卡洛·維斯孔蒂展開對公爵的暗殺計畫。
1476年12月26日，他們三人在聖斯特凡大教堂成功刺殺了加萊亞佐。但是，和三人預測的相反，米蘭市民沒人響應推翻暴君的號召，於是三人先後被殺或處死，加萊亞佐七歲的兒子吉安·加莱亚佐·斯福尔扎於是繼承了米蘭，但由其母薩伏依的博娜攝政。結果很快地進入归尔甫派和吉伯林派的傳統黨爭，公國有三年在混亂狀態，終由加萊亞佐的五弟卢多维科·斯福尔扎篡奪了攝政實權，並在1480年獲得「國家總督」的名號，開始了米蘭公國最輝煌高峰的20年光陰。

## 婚姻與後代

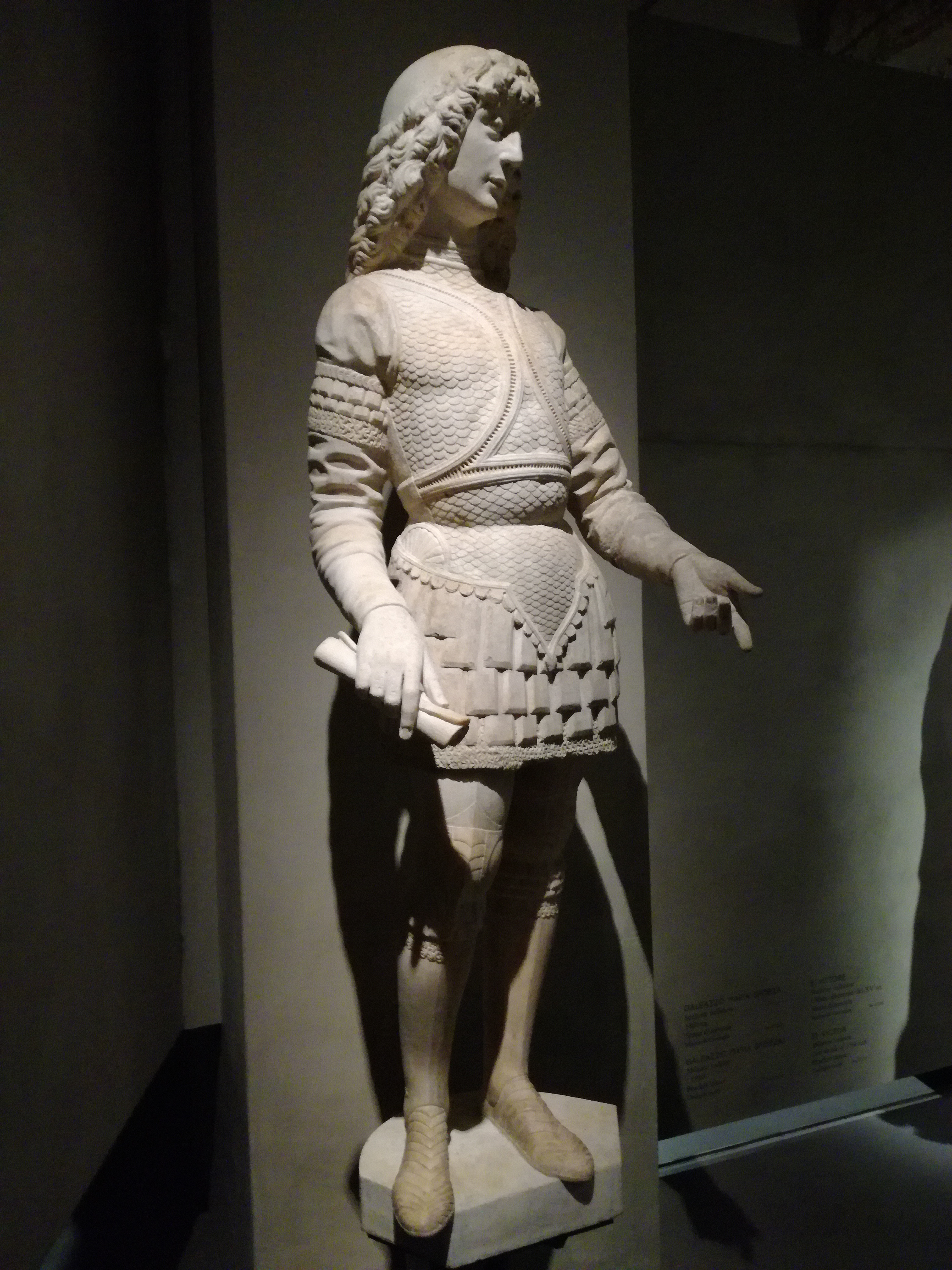
加萊亞佐的大理石雕像，收藏於米蘭博物館

他與第一任妻子多落緹·貢札加的一年婚姻沒有子女，1468年他娶了薩伏依的博娜後，有四名子女：
- 吉安·加莱亚佐·斯福尔扎（1469–1494）：長子，於1476年以七歲幼齡繼承公爵之位，很快被叔父卢多维科·斯福尔扎控制與攝政、終生無實權，一直活到1494年25歲病死（當時廣泛認為是被叔父毒死），米蘭公爵遂由叔父盧多維科繼承。
- 賀米斯·馬里亞·斯福爾扎（Hermes Maria Sforza，1470–1503）
- 比安卡·玛丽亚·斯福尔扎（1472–1510）：1494年嫁给神圣罗马帝国皇帝马克西米利安一世。
- 安娜·斯福尔扎（1476–1497）：1491年嫁給費拉拉公爵阿方索一世·德·埃斯特，1497年死於難產。[3]

他另有四個私生子女—卡洛·斯福爾扎、卡特琳娜·斯福爾扎（1463-1509，以「雌虎」聞名的女強人）、亞歷山德羅（Alessandro，1465－1563）、奇雅拉（Chiara，1467－1531），全都由情婦盧克蕾齊亞·蘭德里亞尼所生。